# Ba Jin
Ba Jin (chino: 巴金, pinyin: Bā Jīn, Wade-Giles: Pa Chin)  (Chengdu, China, 25 de noviembre de 1904 - Shanghái, 17 de octubre de 2005) fue un escritor chino. Está considerado uno de los escritores más importantes de la literatura china contemporánea. Escribió sus principales obras en la primera mitad del siglo XX.
Fallecido con cien años de edad, en los últimos años vivió aquejado de la enfermedad de Parkinson.
Sus obras más famosas son sus dos trilogías Amor y Torrente. La primera novela de la trilogía Torrente, titulada La Familia, ha sido una de las obras más influyentes de la literatura china contemporánea. La Familia es una novela en parte autobiográfica que narra los conflictos a los que se enfrentan las diferentes generaciones de una familia acomodada china en la época de cambios sociales de principios del siglo XX. Aunque formalmente menos elegante que otras composiciones posteriores de Ba Jin, es una de las novelas chinas contemporáneas más conocidas, y ha sido traducida a numerosos idiomas.

## Nombre
Su nombre real era Lǐ Yáotáng (chino tradicional: 李堯棠, chino simplificado: 李尧棠), y su nombre de cortesía zì Lǐ Fèigān (李芾甘). Durante su etapa de estudiante en Francia, al publicar su primera novela, Destrucción, comenzó a usar el pseudónimo "Ba Jin". La explicación habitual del nombre dice que éste está formado por la primera sílaba de la transcripción al chino del apellido del anarquista ruso Bakunin seguida de la última sílaba de la transcripción del apellido de Kropotkin, otro anarquista ruso. A pesar de lo extendido de esta explicación, algunas fuentes afirman que el propio Ba Jin habría negado esta explicación de su sobrenombre, tal vez en un intento de renegar de su tendencia anarquista.
Como en el caso de otros pseudónimos chinos, como Mao Dun o Lao She, no debe interpretarse como un nombre chino compuesto de apellido más nombre. Es incorrecto referirse a Ba Jin simplemente como "Ba". Deben escribirse siempre las dos sílabas "Ba Jin".

## Biografía
Nació en Chengdu, la capital de la provincia de Sichuan, en el seno de una familia acomodada. A los 15 años ingresó en la Escuela Especializada de Lenguas Extranjeras de Chengdu (成都外語專門學校 / 成都外语专门学校 Chéngdū Wàiyǔ Zhuānmén Xuéxiào). Allí comenzó a estudiar francés e inglés. En 1923, se trasladó a Shanghái y después a Nankín, donde continuó sus estudios, en la Universidad del Sureste, graduándose en 1927. Tras su graduación, irá a estudiar a Francia. Allí completaría su primera novela, Destrucción, que firma ya con su pseudónimo, manteniendo correspondencia con el anarquista estadounidense injustamente encarcelado y posteriormente ejecutado, Vanzetti. En 1929, Ba Jin vuelve a China, instalándose definitivamente en Shanghái, con un breve paréntesis entre 1934 y 1935, cuando estuvo en Japón.
En Shanghái participará en la edición de diversas revistas literarias, y publica sus obras más conocidas, como las novelas de la trilogía Amor: Niebla (1931), Lluvia (1933) y Relámpago (1935). En 1933, publica también La Familia, historia que continuará en las novelas Primavera (1938) y Otoño (1940), con las que conforma la trilogía Torrente. En esa misma época muestra su total apoyo a las masas revolucionarias españolas, especialmente a las encuadradas en el anarcosindicalismo, desoyendo y enfrentándose por ello a las directrices comunistas. Las dos últimas se publicaron ya durante la guerra sinojaponesa, etapa en la cual Ba Jin colaborará con otros escritores e intelectuales chinos, como Mao Dun, en la resistencia antijaponesa. De 1935 a 1949 dirigió la Editorial Pingming (平明出版社 Píngmíng Chūbǎnshè) de Shanghái, que publicó traducciones de obras sobre anarquismo y diarios de la guerra civil española, como Los hechos de mayo en Barcelona, de Augustin Souchy (1937) o Diario de un voluntario internacional, de Albert Minnig (1939). El 8 de mayo de 1944 contrajo matrimonio con Xiāo Shān (蕭珊 / 萧珊).
En 1945, tras la derrota de Japón, continúa escribiendo en Shanghái durante la etapa de guerra civil entre el Partido Comunista Chino y el gobierno del Kuomintang de Chiang Kai-shek. En 1946 publica otra de sus obras más importantes, Noches Frías.
Tras la proclamación de la República Popular China en 1949, Ba Jin continuó dedicado a la publicación de revistas literarias. A diferencia de lo que ocurrió a otros escritores, como Shen Congwen o Eileen Chang, su trayectoria apolítica no le impidió conservar su prestigio literario bajo el nuevo régimen comunista. Sólo en la época de la Revolución Cultural sería objeto de críticas, siendo acusado de "contrarrevolucionario". Fue rehabilitado en 1977, y a partir de entonces, ha ocupado numerosos cargos públicos en China. 
Era un prominente esperantista, y fue vicepresidente durante los años 80 de la Liga China de Esperanto. A su muerte, causada por un cáncer, poseía el título honorario de Presidente de la Asociación de Escritores de China.

## Obra
A continuación se listan algunas de sus novelas principales.
- Destrucción (滅亡 / 灭亡 Mièwáng), 1927.
- Trilogía Amor (愛情 / 爱情 Àiqíng):
  - Niebla (霧 / 雾 Wù), 1931.
  - Lluvia (雨 Yǔ), 1933.
  - Relámpago (電 / 电 Diàn), 1935.
- Trilogía Torrente (激流 Jīliú):
  - La Familia (家 Jiā), 1933.
  - Primavera (春 Chūn), 1938.
  - Otoño (秋 Qiū), 1940.
- Noches Frías (寒夜 Hán Yè), 1946.

## Honores
El asteroide (8315) Bajin fue nombrado así en honor de este escritor.